# Operace Peppermint
Operace Peppermint (anglicky Operation Peppermint) byl krycí název, pod kterým se za druhé světové války skrývaly společné přípravy operace v rámci projektu Manhattan a „European Theater of Operations, United States Army“ (ETOUSA) na odvrácení případného nebezpečí, že by Němci mohli narušit vylodění v Normandii v červnu 1944 využitím radioaktivních materiálů.
Jako protiopatření nejprve Metalurgická laboratoř v Chicagu (krycí jméno jedné z hlavních laboratoří projektu Manhattan) a Victoreen Instrument Company v Clevelandu společně vyvinuly přenosné přístroje pro detekci radiace vhodné pro použití v terénu. V roce 1944 vyslal generálmajor Leslie Groves (ředitel projektu Manhattan) majora Arthura V. Petersona, aby informoval generála Dwighta D. Eisenhowera a jeho vyšší štábní důstojníky na vrchním velitelství spojeneckých expedičních sil v Evropě (SHAEF).
Následně ETOUSA zahájila v dubnu 1944 operaci Peppermint a bylo připraveno různé speciální vybavení. Počátkem roku 1944 bylo do Anglie odesláno jedenáct měřicích přístrojů, detektory ionizačního záření a 1500 balíčků filmů, které sloužily k měření ozáření. Dalších 25 měřičů, 5 detektorů a 1500 filmových balíčků bylo uskladněno ve Spojených státech, ale připraveno k odeslání letecky s nejvyšší prioritou. Týmy chemické válečné služby (Chemical Warfare Service) byly vyškoleny v používání tohoto vybavení a personál Signálního sboru (Signal Corps) v jeho údržbě. Vybavení bylo drženo v pohotovosti, ale nakonec nebylo potřeba, protože Němci takovéto zbraně ani radioaktivní materiály neměli.

## Příprava operace Peppermint
Když se počátkem roku 1944 pomalu blížilo datum vylodění v Normandii (krycí název Operace Overlord), generál Leslie Groves považoval riziko narušení vylodění za dostatečné, aby vyslal důstojníka, který by vrchního velitele generála Dwighta D. Eisenhowera informoval o možném použití radioaktivních materiálů Němci. Dne 8. dubna 1944 se majora Arthur V. Peterson dostavil na vrchní velitelství spojeneckých expedičních sil (SHAEF) a setkal se zde s Eisenhowerem. Dalšími účastníky schůzky byli náčelník štábu generálporučík Walter Bedell Smith, zástupce náčelníka štábu (G-2: zpravodajství) generálmajor John Whiteley a zástupce náčelníka štábu (G-3: operace) generálmajor Harold R. Bull.:s.200–201:s.236–237
Na schůzce zvažovali různé varianty vytvoření spojeneckého plánu, jak tomuto nebezpečí čelit. John Whiteley prohlásil, že než bude plán schválen, musí se poradit s britským velením. Plukovník G. S. Eyster z G-3 pak dostal příkaz připravit americký plán pod krycím názvem Operace Peppermint. Další instruktáže se zúčastnili admirál Harold Stark a generálporučíci Carl Spaatz a John C. H. Lee. Eisenhower a Lee také napsali generálporučíku Hastingsovi Ismayovi, náčelníkovi štábu premiéra Spojeného království, aby informoval britské náčelníky štábů, ale žádní britští ani američtí velitelé, kteří se operace Overlord skutečně účastnili, nebyli informováni. Britové následně přijali podobný plán jako operace Peppermint a SHAEF převzalo odpovědnost za koordinaci britského a amerického úsilí. Potřebnou vědeckou spolupráci poskytla Cavendishova laboratoř na Univerzitě v Cambridgi.:s.206:s.236–237
Operace Peppermint zahrnovala tyto základní cíle::s.237–238
1. Centralizace všech detekčních zařízení a znalost jejich provozu v rámci ETOUSA.
2. Zajištění prostředků pro detekci radioaktivních látek
3. Kanály pro hlášení takových incidentů G-3 ETOUSA k okamžitému zásahu.

V rámci operace Peppermint byl vydán rozkaz, aby veškerý zdravotnický personál oznámil jakékoli zamlžení nebo zčernání fotografických nebo rentgenových filmů, a zdravotníci dostali příkaz hlásit onemocnění neznámého původu zahrnující únavu, nevolnost, leukopenii nebo erytém (lokální zčervenání kůže). Počátkem roku 1944 bylo do Anglie odesláno jedenáct přenosných měřičů, detektory ionizačního záření spolu s 1500 balíčky filmů, které měly být použity k měření radiační zátěže. Dalších měřiče, detektory a filmových balíčky bylo uskladněno ve Spojených státech připravené k urychlenému odeslání, pokud to bude potřeba. Peterson instruoval personál Chemical Warfare Service v používání zařízení a personál Signal Corps v jeho údržbě.:s.203–205:s.237–238:s.47–48
V týdnech, které bezprostředně předcházely Dni D se uskutečnily rozsáhlé zkoušky operace Peppermint, aby se otestoval plán operace a veškeré připravené vybavení. Prováděly se také pozemní a letecké průzkumy s cílem zjistit přítomnost radioaktivních látek v oblastech soustředění vojsk a také na místech ve Velké Británii, která byla nedávno bombardována. Žádné radioaktivní zamoření ale nebylo nikde zjištěno.:s.237–238

## Výsledek a využití operace
Protože Němci takovéto prostředky neměli, operace Peppermint nemusela nikdy postoupit dále než do přípravné a testovací fáze. Po oficiálním skončení druhé světové války v Evropě (8. května 1945) bylo veškeré vybavení a všechny dokumenty týkající se operace Peppermint shromážděny, vráceny do Spojených států a předány zástupcům projektu Manhattan.:s.237–238
Úsilí vynaložené v přípravné fázi operace Peppermint, zejména vývoj přenosného zařízení pro detekci radiace, však nebylo zbytečné. Průzkumné týmy projektu Manhattan použily toto vybavení k vyhodnocení radioaktivního spadu po prvním zkušebním jaderném testu Trinity (16. července 1945 v Novém Mexiku, v srpnu téhož roku po bombardování Hirošimy a Nagasaki a zejména během operace Crossroads v létě 1946 na atolu Bikiny. Během těchto operací bylo použito 10 000 balíčků filmu.:s.106–108, 113–116, 121–127